# Videoradio
La Videoradio è un'etichetta discografica italiana fondata a Savona nel 1985 dal batterista ed editore Giuseppe "Beppe" Aleo, già noto in ambito musicale per avere militato in alcuni gruppi della scena pop e progressive italiana degli anni '70, tra i quali I Signori Della Galassia e Il Sigillo Di Horus.

## Storia
Trasferitasi da Savona ad Alessandria nei primi anni Novanta, dopo aver tenuto a battesimo alcuni cantanti minori della scena Italo disco, e dopo aver prodotto e pubblicato I Camaleonti, Gianni Nazzaro, Homo Sapiens, oltre a ristampe di Gino Paoli, Mina, Pupo e altri, nel 2005 ha intrapreso una collaborazione editoriale e discografica con Rai Trade, a seguito della quale ha pubblicato 75 album (editi da Videoradio e Videoradio Channel e Rai Com), spaziando negli ambiti della musica classica, del jazz, del rock e della fusion.
Divenuta punto di riferimento per molteplici registrazioni dell'Orchestra sinfonica nazionale della RAI, per la quale ha pubblicato 18 dischi, ha collaborato con direttori d'orchestra di caratura internazionale, come Eliahu Inbal e Jeffrey Tate. 
Da segnalare un progetto di forte impatto emotivo "L'omaggio a Falcone e Borsellino", cd pubblicato da Videoradio (ed. Musicali Videoradio e Videoradio Channel Edizioni Musicali / Rai Com ); l'11 maggio del 2007 (nel quindicesimo anniversario delle stragi di Capaci e via D'Amelio) si tiene alla Corte d'Appello di L'Aquila la prima esecuzione pubblica dell'opera scritta dal M° Stefano Fonzi (Una cronaca sinfonica per voci recitanti e orchestra) dedicata ai due coraggiosi magistrati assassinati dalla mafia.
Nel 2011 altro evento storico quando il maestro Ennio Morricone ha scritto, con parole importanti, la presentazione del cd Free emotion pubblicato da Videoradio  (ed.musicali Videoradio e Videoradio Channel Edizioni Musicali - Rai Com ) elogiando le musiche composte dal maestro Andrea Ferrante.
Videoradio annovera tra le sue pubblicazioni gli album di strumentisti di grande fama nazionale e internazionale. 
Nel 2016 Giuseppe "Beppe" Aleo ha istituito Videoradio Channel, il canale web della Videoradio in cui si realizzano video interviste dedicate ad artisti della musica leggera e classica, del cinema e del cabaret.

## Artisti
Elenco di artisti che con la propria arte hanno reso importanti i cd realizzati e stampati da Videoradio e Videoradio Channel:
- Mauro Pagani
- Gianni Basso
- Jennifer Batten
- Rodolfo Maltese
- Romano Mussolini
- Bulgarian Symphony Orchestra
- Mel Collins
- Amedeo Miconi
- Bobby Solo
- Alex Acuña
- Frank Gambale
- Ernesttico
- Giorgio Usai
- I Camaleonti
- Horacio elnegro Hernandez
- Walter Calloni
- Luca Meneghello
- Riccardo Zappa
- Alberto Radius
- Andrea Braido
- Danilo Rea
- Andrea Maddalone
- Franco Nero
- Franco Cerri
- Stefano Bagnoli
- Fabio Mariani
- Stefano Cerri
- John Giblin
- Eugenio Mori
- Tullio De Piscopo
- Christian Meyer
- Gavin Harrison
- Billy Cobham
- Nando Bonini
- Ricky Portera
- Tony Levin
- Gigi Cifarelli
- Mark Boals
- Ares Tavolazzi
- Marcus Miller
- Bill Evans
- Lou Reed
- Francesco Guccini
- Luca Colombo
- Elio
- Massimo Moriconi
- Mauro Negri
- Kiko Loureiro
- Mike Stern
- Dave Weckl
- Dennis Chambers
- Luigi Schiavone
- Paolo Gianolio
- Peter Erskine
- Scott Henderson
- Andy Timmons
- Mark Egan
- Gianfranco Continenza
- Michael Manring
- Charlie Morgan
- Bob Mintzer
- Edoardo Bennato
- Federico Poggipollini
- Max Cottafavi
- Maurizio Solieri
- Randy Brecker
- Michael Rosen
- Roberto Gatto
- Gegè Telesforo
- Gaetano Curreri
- Jan Hammer
- Riccardo Fioravanti
- Fabrizio Bosso
- Carlo Romano (oboista)
- Suzanne Vega
- Fernando Saunders
- Lele Melotti
- Dino D'Autorio
- Antonio Righetti
- Shel Shapiro
- Daniele Ivaldi
- Nico Di Palo
- Maurizio Vercon
- Riccardo Cherubini
- Lino Vairetti
- Andrea Innesto"Cucchia"
- Claudio Golinelli "Il GALLO"
- Alfredo Golino
- Tony Cicco
- Eric Marienthal
- Stefano Bollani
- Massimo Varini
- Carlo Zannetti
- Alessandro Esseno
- Bruno Marinucci
- Alessandro Centofanti
- Faso
- Giovanni Tommaso